# 對於雨傘革命的反應
在香港雨傘革命中，有很多來自媒體、泛民主派、親建制派、不同組織和國家的反應。

## 香港各界反應

### 學界
八大校長會及多所院校在9月27日及28日發出呼籲，希望各方保持冷靜和克制，用理性、和平的方法去解決問題。八大校長會更表示，對於過去2日在金鐘、中環一帶示威者與警方的衝突進一步升溫，尤其是因示威者與警方之間的對立，而導致有人受傷和遭逮捕，感到傷心難過，並懇請各方注意人身安全，盡快撤離現場。香港城市大學校長郭位表示，支持學生以和平方式對社會的未來發展表達意見。他又指，學生在過去幾天的罷課行動中表現和平克制，校方感到欣慰，但周末期間發生的對抗場面，無助問題的解決，校方對此表示遺憾。他又呼籲各方用對話及理性手法共同為社會的未來謀取福祉。
香港中文大學校長沈祖堯多次向全校師生發出公開信，表達校方以及自己的立場。在示威者和警方有激烈衝突的9月28日，沈祖堯在文中表示看到當日傍晚的激烈衝突時，「心裏有說不出的難過」；又呼籲參與示威的同學冷靜下來，並立即撤離現場。他亦表示中大會啟動多項措施，為學生提供支援，包括24小時熱線、法律諮詢、情緒支援輔導等。10月1日，沈祖堯再於網誌撰文寫信給師生，表示學生的行動讓他十分感動，又指各界「應該給予同學最大的忍讓與寛容」，並呼籲「政府與學生展開對話」。香港大學校長馬斐森亦於9月30日凌晨發電郵予校內人士，指港大對近日事態升温「深表遺憾」，並譴責任何形式的暴力，指「無法理解星期日（9月28日）使用催淚氣的原因，並認為警方及政府須對有關決定負責」；電郵中亦指會對師生罷課「採取彈性和合理方式」，並表示體諒。
受示威影響，中西區和灣仔區的中小學校已經停課一星期。中西區校長會主席詹漢銘表示，要復課首要是解決交通問題，如果交通可行，佔中繼續，校車可以改道，不應再拖延，老師和家長都希望盡快回復正常。
中大政治與行政學系高級講師蔡子強指，香港政府在處理這次示威行動「輸得很慘」，未能以催淚彈驅趕示威者之餘，更讓原本抱觀望態度的市民憤而加入集會行列。他又指政府雖有撤離防暴警察等讓步，但市民自發的抗爭行動仍令政府束手無策，將成為未來的抗爭模式。
嶺南大學中文系助理教授陳雲認為公民提名在政治上缺乏誠信和承擔，絕不可靠。提議實行議會提名，由全數香港立法會議員擔任提名委員會委員，以化解當前的政治危機和困局，改善未來政府施政。
香港中文大學副校長侯傑泰接受《大公報》訪問，指佔領者沉醉於facebook愈出位就愈多讚（like）的氣氛，又指佔中學生覺得自己很偉大，運動過後「仍是打機，hea住讀書」，追求形式不理實質的做法無限擴大，形成「佔中」開了頭但收不了科的困局。中大學生會發聲明稱對侯的言論深感遺憾，指中大校長沈祖堯多次促請佔領者撤走，亦不忘肯定參與運動的學生和佔領者爭取民主的決心和努力，反問侯傑泰﹕「假如同學只求出位，又何須冒着犯法被捕之風險，參與這場公民抗命佔領運動，又何須冒着催淚彈，走到抗爭的前線？」

### 香港政府
9月29日，政务司长林郑月娥表示将推迟政改第二轮咨询。
9月30日，警隊中人表示，警隊內部士氣極低落，前線對處理佔中手法亦感失望，尤其是部署與實况「不對辦」，事後行會成員羅范椒芬的言論更令他們大感不滿，除市民的矛頭重新對準政府，部分警員也對政府大為不滿，只是要「聽命令」及繼續維持秩序，但不希望再成今次政治事件磨心。前保安局長李少光在10月2日一電台節目上表示，對於「佔中」運動，現時唯一出路，但對話先要放下成見，要求梁振英下台是不切實際。
海關人員總會亦於同日發表聲明表示，支持警方果斷行動，確保公眾安全及秩序，認為警方對違法行為嚴正執法，應該受尊重，又指會全力支持行政長官梁振英及特區政府，依法施政。總會表示，任何人士都不可以任何理由肆意堵塞道路，破壞社會秩序，搞亂市民生活是損害港人利益，是漠視法紀行為，又指癱瘓香港，應予堅決拒絕及抵制，違法者勢必承擔必要的後果。
行政會議成員羅范椒芬，9月29日出席電台節目時說，警方的處理方法激發民憤，相信警方亦要向行政會議交代。她相信很多香港人昨天的心情都好沉重，她語帶哽咽的說，「本是同根生，相煎何太急」，反問為何港人會互相對峙，希望大家恢復理性平和，希望各方領袖不要再說互相指責的說話，政府與年青人亦要檢討。不過到9月30日台卻口風大變，接受有線電視訪問時表明要向警隊道歉，說自己用詞不當，並稱警方施放催淚彈合理。新界鄉議局主席劉皇發批評激進者「無視現實、罔顧法理、不顧大局」，煽動群眾衝擊政總和佔領港九多處，強烈譴責，堅持支持政府依法處理破壞社會秩序的違法活動。
行政會議成員林健鋒稱，有外國投資者將在港發展的計劃暫時擱置，又指佔中對經濟造成影響，破壞國際金融中心的地位，「周邊地區就好開心」。。
財政司長曾俊華在10月3日表示，現時金融體系維持正常，並無因為佔中行動而出現異常情況，但就擔心事件拖得越久，社會出現事故風險越高。。
政务司长林郑月娥在10月3日表示，現時佔領地點爆發大型衝突，擔心衝突繼續發展，呼籲佔領行動人士撤走。同時對今早特首辦有示威人士拒讓警車入政總感到痛心，指他們以不合理的荒謬手法阻止警方執法，希望示威人士反省，讓警方有專業地、有尊嚴地執法。
行政會議召集人林煥光，10月4日出席電台節目時說，昨日的事態發展令人痛心，學聯凍結對話令人可惜。他昨日傍晚曾到旺角集會現場，見到警方盡力保護示威者，分隔支持及反對佔領的人士，認為警方無盡力保護示威者是不公允的批評。
財政司長曾俊華於10月5日離港前發表網誌，指佔領行動過去7天的發展完全是出乎所有人的意料，社會現時仍能有效運作，實有賴香港的底子厚，但如果這道城牆守不住，城市秩序、管治根基和核心價值會被動搖，「這個代價是我們所有人都無法承受的」。
高級公務員協會於10月6日發表聲明，呼籲公務員緊守崗位，確保市民服務不受影響，又呼籲市民和平理性表達意見，減少對公眾造成不便，同時期望政府多關心年青人需要。但學聯秘書長周永康表示，未有中間人與他們接觸。
10月21日，逾千名公務員在報章刊登公開信，他們指，政府人員協會及香港公務員總工會早前指責政客煽動佔中，不代表他們，又批評兩個工會對雨傘革命一無所知，將運動與香港民主化進程割裂，矮化為「無知市民遭惡劣政客煽動生事」的一場鬧劇。又指大部分佔領者緊守和平非暴力原則，期望運動能有比較圓滿的結局。公開信附上部分公務員的員工證件，他們繼續在網上專頁收集簽名。

### 商戶
不少零售商戶都因示威集會行動而暫停營業，維持營業的商戶人流亦變得稀少，部份商戶的營業額大幅減少。市場擔憂示威行動會讓黃金週的商機毀掉。周大福發言人表示為了員工和顧客安全，旺角、油麻地和佐敦全線分店暫停營業，截至29日傍晚共有30間分店停業。此外，亦有商戶表示生意未受影響，亦不對示威者反感或者支持學生行動。有商戶借出電源給集會人士的手機充電。讓愛與和平佔領中環發起人之一陳健民向受影響市民和商戶道歉，並重申運動目的不是要破壞社會秩序，希望市民諒解。

### 政界
公民黨主席余若薇於10月2日探望銅鑼灣集會示威者。她表示，受佔領影響的市民不應將矛頭指向學生，學生一直在犧牲學業、時間、生活，希望香港有改變。現時最大的阻礙並非集會學生，而是特首梁振英。
行政會議成員葉劉淑儀於9月29日出席電台節目時表示，警方是行使武力不是暴力，外國會出動騎警和以大棍打示威者，又表示集會的市民是有組織，有源源不絕的物資供應，亦有的士司機告訴她，集會影響生計。多名市民致電節目反駁葉劉淑儀的說法，希望她不要說謊。民建聯主席譚耀宗於10月2日出席電台節目時表示，外國傳媒以「雨傘革命」形容佔領行動，擔心西方國家藉機向中國政府施壓或佔便宜。同時認為學聯要求行政長官梁振英下台、撤回人大決定、公民提名及重新開放公民廣場等訴求叫價太高，恐怕難以做到。
立法會主席曾鈺成10月2日出席香港電台節目後表示，相信中央不會因香港大規模示威而要梁振英下台，又指中央不會容許特區政府倒台。
10月3日，建制派立法會議員發聲明，呼籲市民理性對話，尋求出路，對違法佔領行動表示憂慮，亦指佔中已嚴重影響市民生活。
11月21日，立法會討論由公民黨湯家驊提出「促請政府盡快提出一個切實可行的政改方案」的動議，湯家驊相信真普選落實是遙遙無期，認為最大原因是中央與民主派缺乏互信，自1989年六四後雙方關係急轉直下，但中央及泛民同樣無嘗試彌補關係，「現時是中央與民主派關係最低點，看不到今日如何能平反劣勢」。他批評泛民缺乏政治智慧，堅持中央認為違反《基本法》的公民提名，迫使中央認為泛民不尊重《基本法》及一國兩制，令中央名正言順否決真普選。在雙方無互信之下，普選特首無望。

### 法律界
香港大律師公會在9月29日發表聲明，譴責警方過度及使用不必要武力，對此深表遺憾，批評警方向手無寸鐵的市民使用過度或不相稱的武力，對市民不滿和沮喪的情緒火上加油。
10月3日晚上，近500名法律界人士身穿黑衣，在高等法院外舉行燭光集會，批評政府向手無寸鐵的和平示威者施放87枚催淚彈，用過分武力對付他們。
終審法院首任首席法官李國能10月5日早上向明報發出公開聲明評論佔中活動，表示「沒有人願意看見學生受傷，我懇請同學們立即撤離」。
10月28日，大律師公會發聲明，就近日有人公然鼓吹和認同集體違反法庭針對佔領地區的禁制令表示「極度憂慮」，認為是侵蝕法治的行為， 造成極壞先例。大律師公會亦在聲明不點名反駁佔中發起人戴耀廷對法庭禁制令是民事性質的看法，指有關說法誤導，更批評依賴公民抗命，藉詞「政治問題，政治解決」而避過法治的考量，便是在說歪理。
11月3日，數十名律師於高等法院外默站，抗議佔領行動「踐踏法治」，要求警方及律政司嚴厲執法。

### 社福界
超過2400社福界人士於9月29日發表聯署聲明，嚴厲譴責政府無視市民的集會自由和權利，批評警方多次以胡椒噴霧及催淚彈驅散手無寸鐵的和平集會市民。聯署者包括身兼監警會委員的社聯前行政總裁方敏生、現任行政總裁蔡海偉、扶委員委會及港大副教授民主黨羅致光、社福界立法會議員張國柱及香港失明人協進會會長莊陳有。新婦女協進會亦發聲明，強烈譴責警方使用過份武力，感到極度憤慨，力促特區政府道歉，收回人大政改方案決議，要求有公民提名的真普選，並鼓勵各界市民自行發動罷工罷市各種形式的不合作運動，透過全民壓力迫使政府回應訴求。

### 衛生服務界
9月28日，香港藥劑師工會對特首梁振英及政府發出公開信，要求警方停用催淚氣體政府以催淚彈驅趕示威者。工會表示，胡椒噴霧及催淚氣體中含有的化學物質，不僅會刺激角膜神經，產生疼痛感，嚴重更會導致失明，催淚性的氣體也可能在爆炸時燒傷皮膚。工會也指出：「催淚彈在其他國家，是用在對付騷擾的『最後手段』，並非使用在驅離集會民眾身上」。
9月30日，香港護士協會表示強烈譴責政府以暴力對待市民。協會表示對政府日前以不必要暴力及不人道方法，鎮壓及驅趕手無寸鐵的和平示威人士，感到悲痛及遺憾。協會呼籲護士同業在工作期間戴上黃絲帶，以示不滿政府暴力對待市民，並呼籲護士自發到各地點作救護支援，並已於9月29日起，陸續將黃絲帶送到各間醫院。

### 醫學界
9月30日，香港護士協會發出新聞稿，表示強烈譴責政府以暴力對待市民。聲明稱，協會對政府日前以不必要暴力及不人道方法，鎮壓及驅趕手無寸鐵的和平示威人士，感到悲痛及遺憾。協會表示，支持市民以各種理性及和平的方式表達訴求，呼籲護士同業在工作期間戴上黃絲帶，以示不滿政府暴力對待市民，並呼籲護士自發到各地點作救護支援，並已於昨日起，陸續將黃絲帶送到各間醫院。
10月21日，逾600名醫學界人士在明報和信報刊登聯署信，以「香港人的公民覺醒」為例，批評功能組別和分組點票令政策向建制利益傾斜，專業界別代表淪為治花瓶，掩飾政府壓制大多數民意。並譴責部分警員處理佔領活動時，使用過分武力對付手無寸鐵示威者，及縱容反佔中人士及三合會成員暴力對待集會人士、醫護義工及記者，7警毆打示威者等令足以使整個警隊失信於民，破壞香港得來不易的警民互信與治安，使香港蒙羞。聯署信最後譴責特區政府及行政長官一直迴避民意，間接將責任推卸給前線警務人員身上，激化警民矛盾衝突。如果政府只以粗暴方式清場，責難示威者，不正視政府責任，將只換來更嚴重的社會撕裂，往後施政定當舉步維艱，唯有在沒有篩選提名及一人一票選出的特首才能向人民問責。如此定當天下歸心，民心信服，則社會秩序必能自然恢復。
10月28日，有552名醫生在星島日報及星島旗下的頭條日報頭版刊登聯署廣告，以「痛心疾首」為題，批評佔領行動持續數周，已嚴重影響民生，破壞法治，撕裂香港社會，令香港生病。聯署廣告最後指，支持警方專業執法，恢復市民使用道路的自由，令香港盡快康復。廣告署名為「一群熱愛香港的醫生」。有份聯署的包括盧寵茂、馮康同等多名醫學界人士。。
佔領行動令醫學界也出現兩極聲音，有醫學教授表示，聯署表態已影響同事關係。繼上周有600名醫生聯署爭取真普選，昨日再有550名「重量級」醫生以「痛心疾首」為題聯署登報，要求佔領者開路，強調醫者應「毋傷害（do no harm）」，指佔領猶如細胞過度生長形成癌症。聯署由港大換肝權威盧寵茂發起，名單上的大國手包括兩大醫學院、公立醫院及私院的現任或前任高層。曾參與「爭普選」聯署的年輕醫生對「痛心疾首」聯署大感失望，他理解很多人指佔中影響生活，但這群經驗豐富的醫生並沒有理解佔中背後原因，聯署理據薄弱，反駁「癌症不是佔中學生，而是政治制度」、否則「孫文和魯迅搞革命也可說是中國的癌症」，亦不希望表態成為壓力。

### 動物保護界
9月30日，愛護動物協會會長傅明憲，於個人facebook，指示威集會累港股跌，又抱怨被阻路去不到銀行及掃興取消煙花匯演，更稱「旺角已經失控，解放軍應該出動嗎？」其言論即引來市民投訴非議。
10月17日晚，有市民發現載有警犬的警方車輛在旺角快富街出現，到10月18日凌晨，警犬更於金鐘龍和道執勤，警犬當時不停吠叫，驅逐示威者至添馬公園，有人被嚇至跳起尖叫。一眾動保界、環保界及狗隻組織對此表示強烈不滿，並去信警方要求交代。公開信表示人類問題應該由人類解決，不應牽涉無辜動物，並呼籲市民若再目睹有懷疑警犬被虐事件，請立致電愛護動物協會或漁護署投訴，或向警署直接報警。立法會議員毛孟靜稱，一般不會在示威場合出動警犬，尤其不應用來恐嚇襲擊和平示威人士。當時警方已有全副武裝，無必要製造人與動物敵對仇視畫面，此舉會打擊愛護動物的信息。香港狗會聯合會以警犬隊可能違反殘酷對待動物條例，於10月18日到中區警署報案並獲受理。

### 演藝界
- 2014年10月9日，成龙发微博谈香港占中事件，成龙称真的很着急 望回归理性，並留言：“我相信每一个香港人都爱香港，我愿意与大家一起努力，回归理性，面对未来[54]。

### 建造業

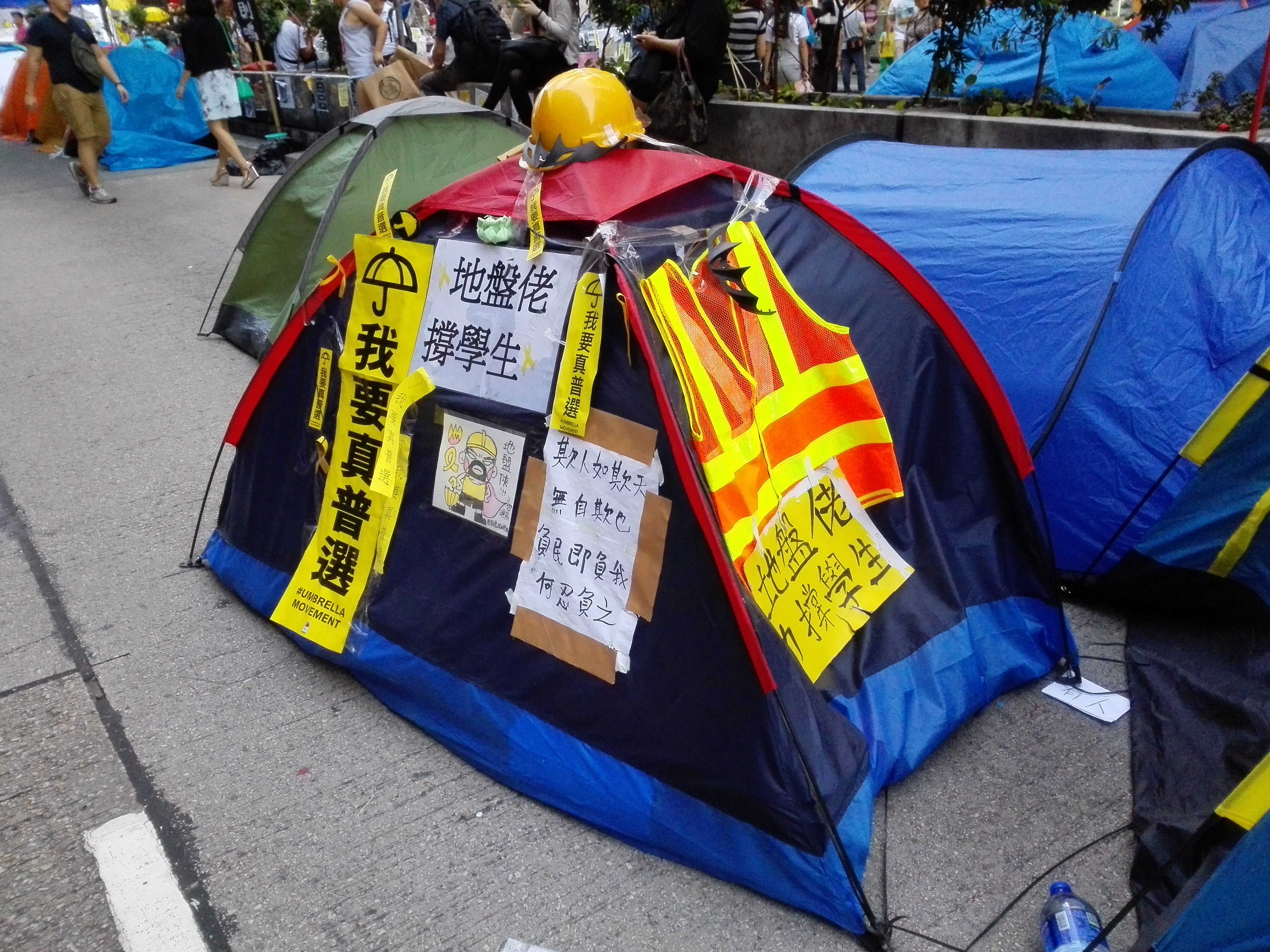
地盘佬撑学生

10月12日，工聯會屬下的建造業總工會到金鐘示威，要求集會人士盡快撤離。大約70名工人在海富中心集合。建造業總工會指，佔中影響生計，單是中環灣仔繞道一帶，已有近2000人被逼停工。
10月13日，Facebook群組「地盤佬 - 男人專區」晚上發表聲明，對工聯會屬下的建造業總工會日前於集會上指佔領運動影響工友工作和生計，形容是「強姦」建造業從業員民意，又質疑當日出席人士多是婦孺且皮膚白皙，質問「會有地盤工人這麼白淨嗎？」

### 運輸業
10月5日，的士司機從業員總會兩度發起慢駛遊行，抗議佔中行動堵路影響生計，要求警方開路。同日有短訊流傳指，出席慢駛遊行的司機可獲的總補貼500元，所述集合時間地點亦與慢駛時間脗合。有記者以的士司機名義，致電聲稱提供補貼者，查問參加遊行收取補貼的詳情，對方反問記者有否登記，又指「的總職員會打畀你攞戶口（號碼），或者上去拿。」

### 廣告界
9月30日，有50名廣告界人士以「真暴力‧假普選　香港人不打香港人」為題，於蘋果日報登報支持學生爭取真普選並遣責警方暴力對待示威者。
10月3日，有近400名廣告界人士以「撐學生，衛未來！還我真普選！」為題，於蘋果日報聯署支持學生。另有廣告、市場營銷、公共關係和多媒體製作公司包括麥肯廣告、JWT、Weber Shandwick和Madcradle，允許員工請假支持運動, 但有消息指:Madcradle老闆極愛護藍絲, 公司客戶有新鴻基,城巴,Uniqlo,SONY,警察招募和華為。
10月3日，廣告界人士製作了短片《香港的未來》，短片以一邊播出多名示威無奈的神情，一邊有小孩說出謊誕的「志願」，如「成為警察後隨便打人」、「成為黑社會後與警察合作」和「成為政府官員後貪污不犯法」等等，最後警告觀眾「再不站出來，你孩子的未來，更不堪設想」，呼籲觀眾支持運動。參與製作者在文章《為何我們要拍攝《香港的未來》？》中解釋短片的用意，希望市民不要裝瞎扮聾，自欺欺人，令下一代因為現在的市民貪圖一時溫水煮蛙的「正常生活」，毫無選擇地被安排生活在各種水深火熱的惡果之中。並呼籲市民要明白未來是可以改變，所以才更需要爭取，原本屬於香港人應有的選擇權。

### 民意逆轉
港大民意研究計劃於11月中進行調查，以電話方式訪問五百多名市民，結果顯示83％的受訪者認為學生應該立即停止佔領行動。中文大學傳播與民意調查中心轄下的「香港民意與政治發展專題研究小組」於11月5至11日亦進行第三次民調，有67.4%市民認為佔領人士應全面撤離。

## 香港以外的反應

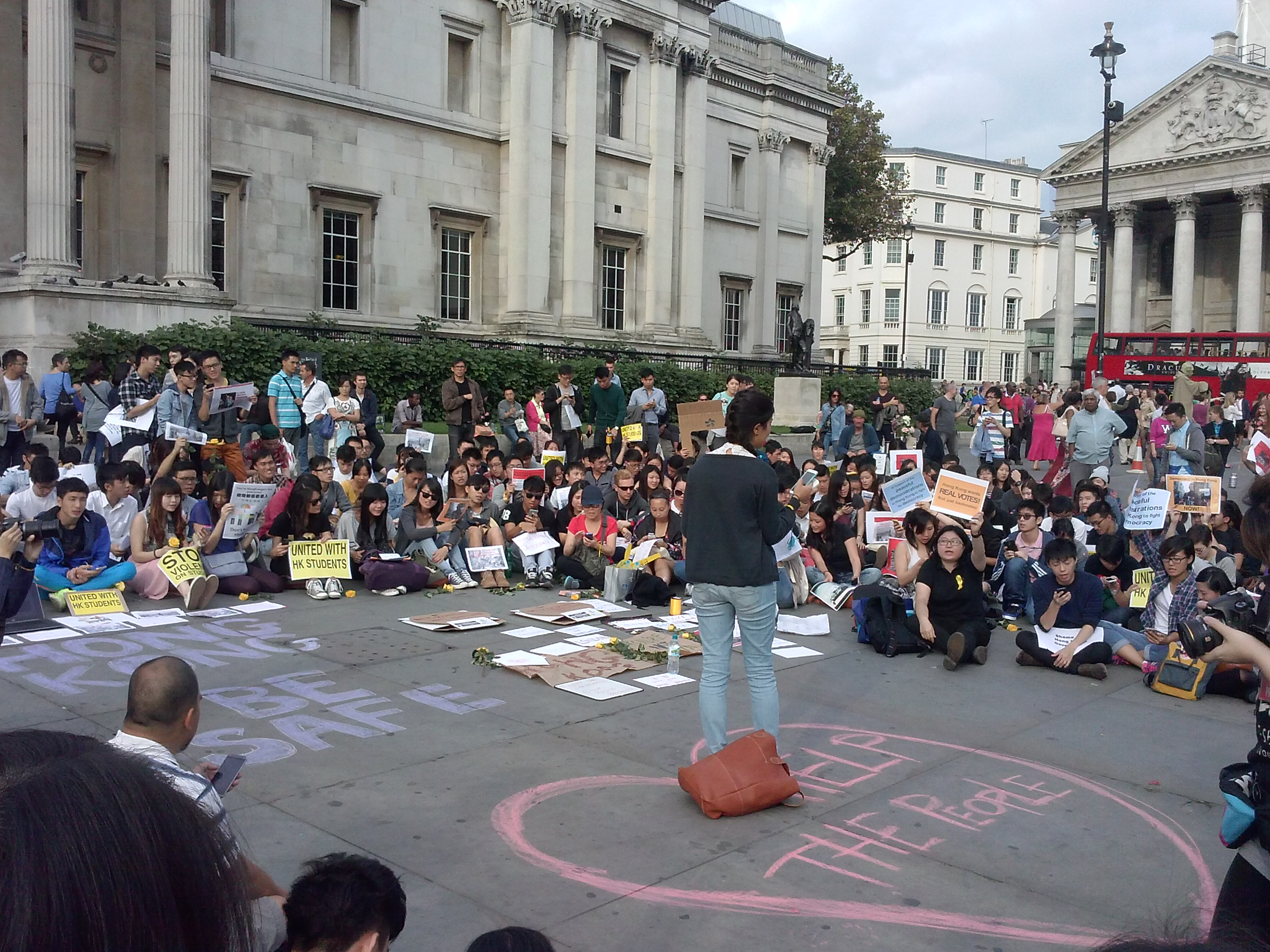
英國倫敦特拉法加廣場聲援香港佔領運動的集會

### 國際組織
- 联合国：秘書長潘基文透過發言人說，明白今次事件屬於內政，但促請各方解決紛爭的手法，要和平而維護民主[63]。而聯合國人權委員會於2014年10月23日呼籲中國保障香港普選，強調說普選包括參選以及投票的權利。[64]
- 联合国人權委員會負責監督《公民權利和政治權利國際公約》是否在香港被遵守。2014年10月23日，委員會專家呼籲保障香港普選，強調普選包括被選舉及投票的權利，亦即在沒有不合理限制情況下參加選舉的權利。委員會認為開放選舉之候選人不該被審查過濾。[65]
- 欧洲联盟：歐盟委員會外交和安全政策高級代表阿什頓的發言人說，「我們一直關注香港的局勢，並密切觀察事態的發展。鑒於當地示威仍在進行，我們歡迎雙方保持克制。我們敦促各方繼續保持克制。我們鼓勵各方依循香港基本法架構及『一國兩制』精神，邁向允許香港人民高度參與政治的公平選舉制度。」[66]
- 國際特赦組織香港分會撰文指，政府當局有責任確保公民有言論自由及和平集會的權利，促請保安局局長確保香港警方對暴力行為予以有效調查，並將侵犯人權者繩之於法。[67]
- 匿名者表示不滿香港警方使用暴力對付和平的示威者，於10月攻破52個中國政府網站以示抗議。被攻破的網站包括人民日報、香港政府新聞處、香港工業貿易署。[68][69][70]

### 各地政府
- 中华人民共和国：中華人民共和國外交部表示，支持特區政府處理佔中示威，並反對外國支持佔中[71]。同時要求外國不要干預香港事務，指香港事務是中國內政。
- 中華民國（臺灣）：中華民國總統馬英九指政府和台灣人民密切關注香港情勢，表示理解並支持香港人民要求普選，呼籲「大陸當局傾聽香港民眾的聲音，用和平審慎態度來處理」。他又指，若未來香港達成普選，對香港和中國大陸都是雙贏[72][73]。總統再於10月10日國慶日表示「大陸與香港的民主發展，取決於領導人面對改革的智慧與度量...何以不能『讓一部分人先民主起來』？充分實現17年前大陸對香港的承諾：『港人治港，高度自治，普選特首，五十年不變』。」[74]
- 日本：日本內閣官房長官菅義偉表示港日經濟關係密切，日本非常關注香港的未來，期望香港自由開放的體制不受破壞。[75]
- 英国：英國政府掛心香港現狀，正緊盯事態，促求香港保障各種基本人權和自由（包括示威的權利），又認為普選最能夠保障這些自由[76]。首相卡梅伦極憂心香港現狀，盼中方遵從1984年簽署的《中英聯合聲明》，又認為「普選」不但包含投票權，亦要有恰宜的候選人[77]。
  - 英國首相大衛·卡梅倫10月15日在英國國會議員回應質詢時，談到香港近期的示威事件。卡梅倫稱，《中英聯合聲明》有提及港人的權利和自由，包括人身、言論、新聞、集會、組織、旅遊、社會運動（movement）、罷工等自由，認為這些都是重要的，獲《中英聯合聲明》雙方保證，英國應該捍衛（stand up for）。他又談到普選，指民主包含「真正的選擇」是重要的[78]。
- 美国：白宮發言人歐內斯特（Josh Earnest）於9月29日稱美國密切關注香港的示威活動，呼籲香港政府保持克制，表示「美國政府支持香港根據《基本法》落實普選，並支持香港人（對民主）的渴求。我們相信社會開放、擁有高度自治和法治管理，是香港穩定繁榮的必要元素」。他又指若香港人能自由選擇行政長官的候選人，行政長官就能獲得更高認受性[79][80]。 到10月4日，美國《紐約時報》引述華府高層官員表示，美國無意就佔中事件表態，是不希望因香港局勢而影響與北京的關係。[81]
- 法國：法國外長法比尤斯（Laurent Fabius），在接受法新社採訪時，肯定的說，要保證香港的繁榮和穩定，香港人有權利示威。我們正密切關注香港的情況。我們希望雙方在尊重香港基本法的前提下，有一個建設性的、和平的對話。我們重申我們的承諾，尊重和平抗議的權利。不過，法國當局對公民表示，如果前往銅鑼灣、中環、旺角參與香港佔中活動，應該謹慎。[82]
- ：澳洲外交部長庇雪敦促中國政府，讓香港人在特首普選中享有「真正發言權」。我們承認港人有權利抗議，但必須保持和平。我們亦促請中國政府，以確保香港人民在2017特首普選中享有真正的發言權。[83]
- 加拿大：加拿大外交部發言人亞當·霍奇（Adam Hodge）代表外交部長約翰·貝爾德（John Baird）表示，加拿大支持在「一個國家，两種制度」下香港的民主發展，這已經對該地區的穩定與繁榮作出了貢獻。貝爾德在推特表示香港市民的抗議行動表達了他們明確的意願，加拿大支持香港人民的言論自由及民主繁榮。
- 德国：德國總理默克爾星期六亦首次透過發言人，就佔中運動發聲明，呼籲保障香港言論自由。[81]
- 新加坡：新加坡总理李显龙在在新加坡国立大学协会演讲，被问及香港问题时，表示“在英国殖民时期，香港从未举行过选举”，并称这是香港和中国必须解决的问题，但必须以符合香港利益、不伤害中国利益，符合法律和基本法的方式来进行，同时反对外国干预。外长尚穆根受访时指出，西方媒体对香港做了许多不实、带有反共成见的报道。他又指根据北京现在提出的政改方案，香港得到的民主空间，已超过在港英时代所得到的[84]。同时尚穆根指出“西方媒体隐去了一个事实，就是过去150年以来，香港并没有实行民主制度。港英政府和香港媒体从来没有讨论香港实现民主的问题，1984年的《中英联合声明》也没有提到普选”。[85]
- 梵蒂冈：2014年10月，教宗方濟各在大禮彌撒會見天主教香港教區榮休主教陳日君樞機時主動引用手無寸鐵少年投石打倒全身盔甲手持利器巨怪的聖經故事，形容香港人向中國爭取真普選之讓愛與和平佔領中環和雨傘革命就如同大衛挑戰歌利亞。教宗笑著說：「啊！啊！這就是用『投石器』去打仗的那位。」陳日君則回應：「我來自香港的『戰場』，你大概也知道吧！請為我們祈禱，不要讓暴力發生。」，然後再親他的手。陳日君相信教宗鼓勵他「不要害怕，天主在大衛身邊。」大衛象徵著香港學生，教宗的鼓勵是指天主會助佑大衛戰勝巨人。[86][87]

### 民間響應

#### 澳門
在澳門，網上組織於10月1日晚上8時至10時在友誼廣場舉行「澳門聲援香港爭普選集會」聲援，超過800人參加。澳門大學學生亦發起簽名運動聲援。

#### 中国大陆
参见：讓愛與和平佔領中環#中国大陆

#### 中華民國
- 9月28日，民主進步黨主席蔡英文表示：香港民眾正奮力追求屬於他們的民主。這不是歷史的巧合，而是一種必然，因為這天要紀念的不只是民進黨的黨慶，而是這麼多年來，人們對於民主自由不斷的追求與奮鬥。這過程不會永遠順遂，有時會跌倒、甚至倒退，但只要不忘初衷，這條路雖然崎嶇但總有眾人相伴，「讓我們為香港加油，也激勵自己努力向前！」[90]
- 9月28日晚間在中華民國首都臺北市的自由廣場舉行晚會以聲援香港的佔領行動，包括六四民運人士王丹、吾爾開希等人也到場聲援活動。王丹說，中國準備用一國兩制來消滅台灣，「香港是前哨站，下一步就是台灣」，「現在中共大規模的擴張，不僅是香港，以後也可能是台灣，保護香港就是保護我們的自由」。吾爾開希強調，1989年時，他們在北京，台灣、香港都在聲援我們，「今天是天安門的學生，我們要跟香港人說，我們始終肩併肩，我們有共同的理想，就是支持自由民主，希望掌握我們自己的命運」。[91]
- 9月28日晚間，臺左維新、島國前進、黑色島國青年陣線等多個社運團體聯合佔領位於臺北市的香港經濟貿易文化辦事處一樓大廳，曾參與太陽花學運的陳為廷、林飛帆、黃國昌、王奕凱等人也到現場守夜[92]。9月29日早上辦事處梁志仁主任出面回應後引發爆發部份衝突，而後佔領行動宣告結束[93]。
- 10月1日，民進黨主席蔡英文呼籲港府及北京當局必須高度自制，充分保障香港人民集會遊行的權利，不讓傷害繼續發生，正面積極回應人民訴求。她說：「香港正走到歷史的關鍵轉捩點，香港人民勇敢、堅定、大聲地表達出他們的決心跟訴求，「雨傘革命」展現出堅強的民主意識和堅定的意志，必然在香港種下更多民主的種子，也必將改變香港。國際社會應持續表達關切並透過聲援及行動來支持香港人民爭取真普選。『主權在民』、『人民當家作主』才是可長可久的國家治理基礎。從過去20年民主浪潮席捲亞洲及全世界，讓我們堅信任何違反民主的統治方式，終難抵擋民主的潮流。」[94]她在「自由廣場」舉辦的「香港危城告急、十月公民抗命」晚會臺下表示「大家共同目標是讓民主能更鞏固，應相互呼應、相互支援。」[95]
- 10月1日台灣由北到南都有舉行聲援香港晚會。晚上，由在台港澳人組織的「港澳在台民主同盟」和台灣民間團體，於台北自由廣場舉辦「台港連綫，隔岸聲援」晚會，不少人自製海報和「譴責暴力」「今日香港明日台灣」等標語，高呼口號和唱《海闊天空》[96]。在台中，「中台灣公民斗陣挺香港」晚會在市民廣場舉行，現場過百人參與。在高雄，聲援香港的燭光晚會在駁二藝術特區舉行，超過800人參加[97]。
- 10月7日，民進黨主席蔡英文在臉書上載影片指出：「民主，絕不會從天上掉下來。」「當香港人撐起雨傘抗爭時，台灣人是一起心痛的，因為台灣深深知道，實現人民作主的過程，需要經歷多少痛苦、需要多麼堅定的意志。」[98]

#### 日本
在日本東京，約100名香港留學生身穿繫上黃絲帶的黑色T恤，於9月30日在早稻田大學大隈講堂前舉行聲援香港抗議行動的集會。

#### 新加坡
新加坡芳林公園「演說角」10月1日晚間聚集了300多人，手持燭光，聲援香港佔中集會。但由於只有新加坡國民及永久居民才能參與。新加坡警方稱，外國人不應將他們國內的議題帶到新加坡，當局正就涉事數人是否違反當地公安條例進行調查，暫時無人被捕。

#### 英國
- 財政司長曾俊華於10月30日晚於倫敦出席一個晚宴時，一批香港學生及移民撐着雨傘抗議，示威者不斷高呼「我要真普選」及「取消功能組別」等口號，有人試圖衝向會場入口，被英方警察阻止[102]。
- 牛津大學校監、前港督彭定康10月31日晚上出席牛津辯論社(Oxford Union)活動發表演講，其間一名學生向他遞上一把象徵香港雨傘動動的黃傘，學生的舉動令彭定康和在場嘉賓有點意外。彭定康接下學生向他送上的黃傘，並拿着黃傘拍照[103]。

#### 加拿大
- 一批於安大略省就讀大學的香港學生組成安省香港留學生聯盟（Ontario United Front of Hong Kong Students），聯盟組織安省其中十六間大學及書院，包括多倫多大學、滑鐵盧大學、麥克馬斯特大學、約克大學、西安大略大學等等。學生聯盟於10月1日聯同本地組織港加聯 （页面存档备份，存于）於多倫多市中心發起遊行 《1/10 多倫多黃絲帶行動》，聲援香港雨傘運動，以及要求香港以及中國政府正面回應香港學生對民主的訴求。根據多倫多警方數字，當日有大約1000-1500人出席遊行[104][105][106][107][108]。另外，安省各間大學亦於校內發起黃絲帶行動，包括簽署聯盟所發起的聯署聲明，於校內繫上黃絲帶，以及唱出《海闊天空》等有關民主自由歌曲聲援香港學生運動，參與學生超過300-500人不等[109][110][111][112]。

#### 澳洲
- 11月13日，在召開二十國集團峰會前夕，來自昆士蘭科技大學的2名中國留學生（一說是1名中國留學生和1名香港留學生）前往中國共產黨中央委員會總書記習近平下榻之飯店展寫有「支持香港雨傘革命」（「Support Hong Kong Umbrella Revolution」）的黃色橫幅「僅約十秒」，便被澳洲警員截查並發出警告信禁止他們未來3日峰會期間進入峰會保安區，被媒體質疑澳洲民主倒退。[113][114][115][116]
- 11月16日，二十國集團峰會最後一天，一群澳洲留學的香港人和中國人在峰會會場外South Bank Parkland Suncorp Piazza旁邊草地舉行集會約四小時，聲援香港雨傘革命，希望能再度引起國際社會對香港的關注。亦有參加集會的中國留學生表示希望香港的民主運動最終可給中國帶來民主。[117][118][119]

### 網絡
號稱全球最大的黑客組織「匿名者」（Anonymous）於10月3日至4日攻擊親建制派組織「愛港力」、新民黨以至香港政府網站，包括政府新聞網及警務處在內的多個政府部門網站。政府資訊科技副總監林偉喬形容，今次是政府近年面對最大的一次黑客攻擊，幸昨日大致防禦得到，未再有政府網頁癱瘓。

## 媒體報道

### 香港媒體

#### 電視
- 佔領行動期間，香港各個主要媒體均緊貼全面報導最新消息，佔中啟動當日更有無間斷旁白直播報導現場情況。
- 香港各主要媒體均在2014年10月21日下午6時至晚上8時直播香港政府與學聯於香港醫學專科學院進行的公開對話。

##### 無綫電視
- 翡翠台在2014年9月28日下午3時半開始全面跟進及直播事件最新發展，至10月7日每半小時播出一節《特別新聞報道》報道最新消息。
- 翡翠台在2014年9月28日下午約3時40分插播《特別新聞報道》，直播行政長官梁振英於政府總部召開的記者會，回應和平佔中啟動佔中行動。其後於5時35分再插播一節《特別新聞報道》報道最新情況，之後再於下午約5時55分再次插播《特別新聞報道》，無間斷旁白直播及報道防暴警察向示威者發射首枚催淚彈至下午6時半，報導港島金鐘最新情況。至6時半緊接播放《六點半新聞報道》，延至晚上7時18分結束。正常播放節目期間每半小時播出一節《特別新聞報道》，以報道最新消息。當日《晚間新聞》提早至23:00及播放長度延長至55分鐘。
- 無綫電視新聞攝製隊9月28日晚上7時直播拍攝防暴警察用AR-15自動步槍及雷明登散彈槍指嚇佔領人士，並以槍咀瞄準示威者。
- 翡翠台及高清翡翠台在2014年9月28日晚上10時半播出新聞部特備節目《佔中》，並邀請立法會保安事務委員會正、副主席葉國謙、涂謹申擔任嘉賓。
- 佔領行動期間翡翠台9月29日至11月8日下午4時播出一節《特別新聞報道》報道最新消息及直播於警察總部舉行的例行警務處及消防處聯合發布會。10月2日至17日緊接5時直播於政府總部舉行的例行政府跨部門聯合記者會。
- 互動新聞台第一日全程直播，報道最新消息，其後以小視窗直播不同地區的佔領情況。
- 翡翠台及明珠台在2014年10月21日下午5時55分播出《政府、學聯對話》，直播政府與學聯在香港醫學專科學院進行的公開對話，而互動新聞台亦在《新聞報道》時段內不時直播。翡翠台播放《六點半新聞報道》期間，以互動新聞台的分割畫面形式，右方播出新聞，左下方的小視窗直播對話現場，左上方有對話內容的手語翻譯，市民可以轉換至第二聲道收看直播，亦可透過明珠台及互動新聞台收看直播。

##### 有線電視
- 新聞台在佔中第一天下午開始，分別以全畫面及分割畫面無間斷旁白直播報道現場情況，亦在左方以「最新」顯示最新消息。下方跑馬燈會以黃字顯示最新消息，但有重大事件發生時用「BREAKING NEWS」（突發事件）取代，以白字顯示最新形勢。9月28日黃昏，警方發射催淚彈後，有線新聞台更把「BREAKING NEWS」改為「清場」。第二天起以部份時間旁白直播不同地區的佔領情況及插播最新消息。
- 新聞台及直播新聞台佔領行動期間9月30日至11月8日直播於下午4時在警察總部舉行的例行警務處及消防處聯合記者會，10月2日至17日緊接5時直播於政府總部舉行的例行政府跨部門聯合記者會。

##### now寬頻電視
- now新聞台以分割畫面播出，左方播出新聞，右方直播金鐘現場情況，亦在上方以文字「佔中第x日」（及後改為「佔領第x日」）顯示最新情況。而10月7日起停止分割畫面安排，但若有突發情況亦會以分割畫面，右方直播現場情況。必要時在最右方會加上「NOW NEWS ALERT」顯示最新消息。
- now直播台部份時間無旁白直播，較多為直播金鐘現場情況。另外於10月21日直播政府與學聯在香港醫學專科學院進行的公開對話，以及其後的記者會。

##### 亞洲電視
- 本港台2014年9月28日下午約5時35分播出5分鐘的《特別新聞報導》，及後警方向佔據夏愨道人士施放催淚氣體，《六點鐘新聞》提早至17:57開始播放，片頭播映後立刻播放現場情況，由記者金玲彤及陳苑蓉作現場突發報導，未有顯示新聞廠房及主播畫面。下午6時14分才開始播放正常新聞，同時以三視窗形式展示現場畫面，並延至約6時50分完結。當日的《夜間新聞》亦提前至晚上10時59分播出，於11時50分結束。

##### 香港電台電視部
- 港台電視32部份時間無旁白直播，亦於10月21日直播政府與學聯在香港醫學專科學院進行的公開對話，以及其後的記者會。

#### 電台

##### 商業電台
- 商業電台叱咤903在9月29日至11月3日凌晨期間改為每半小時播出一節新聞，並聯播雷霆881晨早、午間、傍晚及晚間《新聞專輯》。而9月29日至10月3日的《午間新聞專輯》9月28日至10月13日的傍晚及晚間《新聞專輯》均延長至約40-45分鐘播出，9月29日的《傍晚新聞專輯》更延長至55分鐘播出。
- 雷霆881及叱咤903在9月29日所有節目形式均改為以清談或音樂節目為主，9月30日回復正常安排。
- 叱咤903在9月29日晚上11時至深夜12時及9月30日凌晨12時45分至1時正播出由急急子及森美主持的特備節目《903來吧！對話》。
- 雷霆881及叱咤903在10月21日下午6時直播《動口不動手 敢說敢聽》，直播政府與學聯在香港醫學專科學院進行的公開對話，當日的《傍晚新聞專輯》改為晚上8時播出，而叱咤903當日沒有聯播該節新聞。

### 香港電台
- 香港電台第一台9月28日的《傍晚新聞天地》延長至下午約6時40分結束，而當日的《晚間新聞天地》延長至晚上約10時半結束。
- 香港電台第一台於9月28日晚上約10時35分至11時播出特備新聞節目《佔中衝撃特輯》。
- 香港電台第一台9月29日的《傍晚新聞天地》及9月29日、10月3日、12月11日的《晚間新聞天地》播出時間均延長至1小時。
- 香港電台負責製作政府與學聯在黃竹坑醫學專科學院大樓的電視對話，並發放直播訊號，以及在港台電視32及香港電台第一台直播對話現場及其後的記者會。

### 網絡媒體
- 東方報業集團東網電視ontv在天橋上對一個路口進行現場直播[121]。
- 蘋果日報通過YouTube服務對一個攤位的「撐學生，只可心痛不可心死」標語而進行新聞直播[122]。

### 中國大陸媒體
中共中央中宣部在佔中開始時要求國內媒體暫時不要報導佔中新聞，並要求互聯網及時清理所謂“有害”信息。由于包括网站在内的大陆媒体受到当局的严格管制，因此大多内地网民只能看到一些对占中持批评色彩的选择性报道，在Whatsapp等社交媒體发布官方言论供反佔中的香港親北京政府人士轉載。
1. 內地官方中國中央電視台，由9月28日起並沒有播放任何有關佔中的片段或圖片，僅有的相關報道，都只是由主播讀出港澳辦的回應。到10月3日早上才首度報道本港的佔中消息，在8分鐘的報道中，指集會對香港股市、樓市及民生造成負面影響，經濟損失高達400億元。報道亦有訪問多名市民，但全部清一色反對「佔中」。而該報道亦沒有播出示威，以及警民衝突的畫面[125]。
2. 新華社则只能有限報導，中国官媒则不会報導。
3. 環球時報更措辭強硬地指大部分示威者均是被反動派煽動起來的青年學生[126]，直指反動派推動的遊戲沒有出路，注定是一步死棋[127]。
4. 中国江苏网新闻时政頻道援引国际在线2014-10-04的消息稱颜色革命：西方媒体定性香港“占中”[128]
5. 中安在線(安徽)新聞頻道援引中国青年网2014-10-10的消息稱中评：香港占中为何不能撼动中国？我们不会相信，香港会成为阻碍中华民族复兴进程的绊脚石。制造香港“占中”活动来“引爆”中国、撼动中国，香港人民不会答应，祖国内地人民更加不会答应。[129]
6. 中新網之湖北新聞網援引中国新闻网2014年10月13日的消息稱香港“占中”事件已持续15天 发起人遭控告索赔。[130]

### 中國網路媒體
1. 百度百科删除了相关词条。
2. 2014年9月28日，著名圖片分享應用Instagram在中国遭到全面封锁，原因疑是此次示威游行的图片流传到Instagram上[131][132][133][134]。
3. 社群網站開心網內有網民發出一條貼文指占中或触犯十宗罪[135]。
4. 手機通訊軟件微信也遭到監控。9月29日，通過微信的私人小團體分享有關香港抗爭評論的信息也被刪除[136]。

### 外國傳媒
這次示威引起各國傳媒關注並大幅報道。《紐約時報》連續數日以A1頭版報道：9月29日版報道「香港警察鎮壓示威使更多人走上街頭」；9月30日版報導「中國只有有限方式平息騷動」；10月1日版報導「香港示威無領導但有秩序」；10月2日版報導「17歲少年掀起示威震動香港」；10月4日版報導「示威者受襲後香港爆發暴力衝突」。其亞洲版《國際紐約時報》更從9月29日至10月18日，連續21日，每日均以A1頭版報導相關新聞。
10月1日，阿爾巴尼亞的傳媒Shqiptarja.com指出香港人（特別是年青人和學生團體）希望當權者順應民意接納他們對真普選訴求卻遭到梁振英政府和中共政權拒絕後是引發雨傘革命的主因，而雨傘革命亦正好反映香港人普遍對政治上獨裁而感到憤怒。。
《時代週刊》在10月3日出版的亞洲版以這次示威為封面專題報導，以「雨傘革命」（Umbrella Revolution）為大標題，「香港爭取自由是對中國而言是一次挑战」（Hong Kong's fight for freedom is a challenge for China）為副題，指香港亂局是因中央集權造成，令香港人醒覺在政治上的無力感。
外國傳媒報導這次示威時，都有記錄香港人在集會時的行為。英國廣播公司的記者以「Things that could only happen in a Hong Kong protest」（在香港示威才會發生的事）為題撰文，寫下香港示威獨特之處，包括「在示威現場做功課」、「為擺放障礙物道歉」、「不踏進草地集會」及「清理現場垃圾，保持整潔」等等。美國有線電視新聞網則以「Hong Kong protesters are so freaking nice」（香港示威者好到不得了）為標題報道，讚揚香港示威者是「世界上最好的示威者」，指示威者有秩序和有禮貌，並且歸因於香港以往已經有很長時間的和平示威的紀錄。《紐約時報》記者亦以「Hong Kong Protests Are Leaderless but Orderly」（香港示威沒有領袖，但有秩序）。
10月3日，美國有線電視新聞網以「CY Leung: Hong Kong's unloved leader」〈梁振英：香港不受愛戴的領袖〉為標題，介紹了梁振英的多個俗稱──「狼英」、「689」及「基層英雄」，又指他上任後鮮有做甚麼去擺脫作為北京應聲蟲的形象。
10月4日，《華爾街日報》報道，原本擁有高效、專業名聲的香港警察，近日在使用催淚彈之後，名聲已受損。香港的警察以往被許多地方所羨慕，高效、專業，而且積極打擊罪案和甚少貪腐。但在9月28日，不少圖像拍下警察向和平的示威者使用胡椒噴霧和催淚彈，香港警察又被指，沒有在旺角維持秩序，在暴力事件出現之後數小時才出現，警察的聲譽即受損。報道又引述一些本身不支持佔中，但反對警察胡亂使用暴力的人，指警察現時的警力，首要用於保護擁有權力者，而非市民。
10月10日， 美国之音“焦点对话”节目中， 知名政论家陈破空和旅美文化学者王康接受专访。陈破空先生说，中国政府不仅在政治上干预香港， 贪官也在经济上破坏香港经济。说占中运动破坏经济，中国政府破坏香港经济已经有17年了。
10月4日出版的《經濟學人》以這次示威為封面專題報導，以「黨對人民」（The Party v the people）為大標題，「共產黨面臨天安門事件以來最嚴峻的挑戰，這次必須更明智決策。」（The Communist Party faces its toughest challenge since Tiananmen. This time it must make wiser decisions）為副題，指中共對付佔領運動，使出指示威者受「反華外國勢力」操控的慣常抹黑伎倆。
10月15日凌晨警方涉毆打多名示威者及新聞工作者，引起不少外國傳媒報道，法新社以〈香港警方暴行影片激起公憤〉為題，向全世界發放香港警員濫用暴力和私刑的訊息，讓全球齊聲譴責香港警方。美國《華爾街日報》上載了無線新聞截圖拍攝到警員毆打公民黨成員曾健超的片段，報導的標題為「香港警方打人片段掀起公憤」。報導指無線新聞那段51秒長的片段，顯示穿著「Police」字樣背心的人，向一名已跌在地上、並扣上索帶的示威者，在黑暗中拳打腳踢。報道引述20歲鄭姓女學生批評：「這仍是法治的香港嗎？如果香港沒有法治，我們還有甚麼來支撐香港未來的經濟及社會發展？」英國《獨立報》的頭版亦刊登警方涉毆打示威者的情況。美國財經雜誌《福布斯》以〈香港警方毆打手無寸鐵示威者〉為題，指警察狂毆曾健超的短片令香港警隊形象跌至新低。報道指自佔中運動開始，防暴警察兩星期前用胡椒噴霧和催淚彈對付示威者，激起數以萬計市民上街，其後200名黑幫成員在旺角襲擊示威者，警察袖手旁觀，警方已淪政治打壓的工具。《紐約時報》指，曾健超被打的片段，為示威人士經常指控警方使用不恰當武力對付和平示威者，提供最活生生的例證，或成為反對派號召民眾支持的新據點，為民主運動注入新動力。另有愈十份外國大小報在頭版報導警員毆打示威者事件。
而政府新聞統籌專員馮煒光，早前在曾健超懷疑被警員踢打之後，曾在其社交網站facebook轉載「受傷警員」的相片，早前已經被網民嘲笑是香港電視劇集劇照，港視亦在Facebook澄清。不過他的所為，更讓美國《時代雜誌》形容「適得其反」，報道標題為「Hong Kong's Top Media Official Shared a Fake Photo of a Beaten Cop」，認為他轉載假相可能為同情警員，但最終適得其反。